# کارینه کازینیان
کارینه لوریسی کازینیان (کرویان) (انگلیسی: Կարինե Լորիսի Ղազինյան (Կրոյան) زاده ۸ ژانویهٔ ۱۹۵۵–درگذشته ۶ دسامبر ۲۰۱۲) یک دیپلمات اهل ارمنستان بود.
وی بین سال‌های ۱۹۹۹ تا ۲۰۰۱ میلادی سفیر جمهوری ارمنستان در رومانی، بین سال‌های ۲۰۰۱ تا ۲۰۰۹ میلادی سفیر جمهوری ارمنستان در آلمان و بین سال‌های ۲۰۱۱ تا ۲۰۱۲ میلادی سفیر جمهوری ارمنستان در بریتانیا بود.

وی به زبان‌های ارمنی، رومانیایی، انگلیسی، پرتغالی، آلمانی و روسی مسلط بود. وی مدال مخیتار گش را دریافت کرده بود.

## بیماری و درگذشت
وی برای درمان بیماری سرطان به ایالات متحده آمریکا نفل مکان کرده بود. بانو کازینیان صبح روز ۶ دسامبر ۲۰۱۲ در سن ۵۷ سالگی در لس آنجلس درگذشت.